# زهير الطالبي
زهير الطالبي (مواليد 8 أبريل 1995) هو عداء مغربي متخصص في المسافات الطويلة.

## مسيرته
من مواليد تيغسالين بخنيفرة، كان الطالبي لاعب كرة قدم قبل الانتقال إلى الجري لمسافات طويلة في مراهقته. بعد التفوق، في سن 18 عامًا، تنافس في سباق تحت 20 عامًا في بطولة العالم للعدو الريفي 2013 في بيدغوشتش، بولندا، واحتل المركز الرابع عشر بشكل عام. في عام 2018، تنافس في الدوري الماسي بأوسلو، حيث حقّق زمن 28:31 ليحتل المركز الرابع في سباق 10000 متر. قرر الانتقال إلى الولايات المتحدة ودرس في كلية نورث ويست كانساس التقنية، ثم انتقل إلى جامعة أوكلاهوما سيتي. حصل على الميدالية الفضية في سباق 5000 متر في الألعاب الجامعية الصيفية 2015. حقق أفضل رقم شخصي له وهو 28:02 في بورتلاند (أوريغون) سنة 2019.
في 14 مايو 2021، استوفى معيار التأهل الأولمبي عندما فاز بسباق 10000 متر في (Sound Running Track Meet) في كاليفورنيا وبذلك حسّن أفضل رقم شخصي له من 28:02 إلى 27:20:61. كان ثاني أسرع أداء على الإطلاق لرياضي جامعي واحتل المرتبة السابعة على مستوى العالم. أظهر طالبي إنهاءً سريعًا واحتل المركز الثالث مع تبقي لفتين قبل تغطية آخر 400 متر في 59.41 ثانية ليهزم إيمانويل بور وجو كليكر. ومع ذلك، كان لا بد من استبعاد طالبي من الألعاب الأولمبية قبل وقت قصير من بدء الألعاب لأنه لم يستوف متطلبات اختبار المخدرات للرياضيين من المغرب.
في عام 2023، حقق أفضل رقم شخصي جديد في نصف الماراثون وهو 1:01:08 ليحتل المركز الخامس في نصف ماراثون هيوستن 2023. في وقت لاحق من عام 2023، حقّق طالبي زمن قدره 2:08.35 ليحتل المركز الخامس في ماراثون بوسطن.
في 14 يناير 2024، حقق وقتًا قياسيًا جديدًا للمسار بلغ 2:06.39 ليفوز بماراثون هيوستن.

## روابط خارجية
- زهير الطالبي على موقع الاتحاد الدولي لألعاب القوى (الإنجليزية)
- زهير الطالبي على موقع أوليمبيديا (الإنجليزية)